# Atazanavir
Atazanavir, vendido bajo el nombre comercial Reyataz entre otros, es un medicamento antirretroviral utilizado para tratar y prevenir el VIH/SIDA.  Generalmente se recomienda su uso con otros antirretrovirales.  Puede usarse para la prevención después de una lesión por pinchazo con aguja u otra exposición potencial. Se administra por vía oral una vez al día.
Los efectos secundarios comunes incluyen dolor de cabeza, náuseas, piel amarillenta, dolor abdominal, dificultad para dormir y fiebre.  Los efectos secundarios graves incluyen erupciones cutáneas como eritema multiforme y niveles altos de azúcar en la sangre. Atazanavir parece ser seguro de usar durante el embarazo. Es de la clase de inhibidores de la proteasa (IP) y funciona al bloquear la proteasa del VIH.
Atazanavir fue aprobado para uso médico en los Estados Unidos en 2003. Está en la Lista de medicamentos esenciales de la Organización Mundial de la Salud, los medicamentos más efectivos y seguros que se necesitan en un sistema de salud. En los Estados Unidos no está disponible como un medicamento genérico. El costo mayorista en el mundo en desarrollo es de aproximadamente US$15,72 por mes. Para el año 2015, el costo de un mes típico de medicación en los Estados Unidos fue de más de US$200.

## Usos médicos

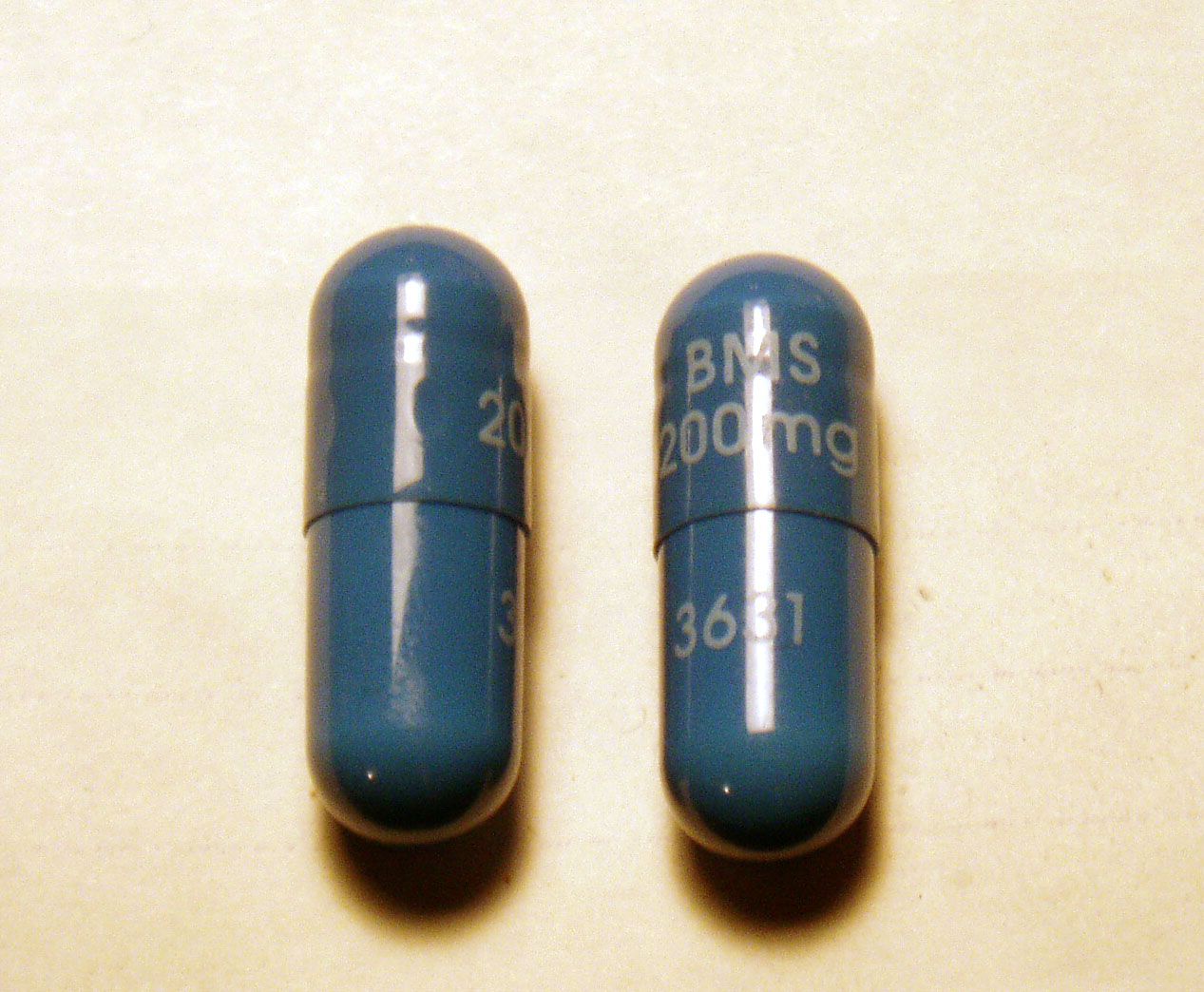
Dos cápsulas de Reyataz 200 mg

Atazanavir se usa en el tratamiento del VIH. La eficacia de atazanavir se ha evaluado en varios ensayos bien diseñados en adultos sin experiencia en TAR y adultos con experiencia en TAR.
Atazanavir se distingue de otros IP porque tiene menos efectos en el perfil lipídico y parece ser menos probable que cause lipodistrofia. Puede haber alguna resistencia cruzada con otros IPs. Cuando se refuerza con ritonavir, es equivalente en potencia a lopinavir para uso en terapia de rescate en personas con un grado de resistencia al fármaco, aunque potenciar con ritonavir reduce las ventajas metabólicas de atazanavir.

### Embarazo
Atazanavir pertenece a la categoría B de embarazo en los Estados Unidos, lo que significa que no se ha encontrado evidencia de daño entre las mujeres embarazadas que toman este medicamento. Es uno de los medicamentos contra el VIH preferidos para usar en mujeres embarazadas que no hayan tomado medicamentos contra el VIH anteriormente. No se asoció con ningún defecto de nacimiento entre más de 2.500 nacidos vivos observados. Atazanavir dio como resultado un mejor perfil de colesterol y confirmó que es una opción segura durante el embarazo.

## Contraindicaciones
Atazanavir está contraindicado en personas con hipersensibilidad previa (p. Ej., Síndrome de Stevens-Johnson, eritema multiforme o erupciones cutáneas tóxicas). Además, no se debe administrar atazanavir con alfuzosina, rifampicina, irinotecán, lurasidona, pimozida, triazolam, midazolam administrado por vía oral, derivados de ergot, cisaprida, hierba de San Juan, lovastatin, simvastatin, sildenafil, indinavir.

## Efectos adversos
Los efectos secundarios comunes incluyen: náuseas, ictericia, erupción cutánea, dolor de cabeza, dolor abdominal, vómitos, insomnio, síntomas neurológicos periféricos, mareos, dolor muscular, diarrea, depresión y fiebre.  Los niveles de bilirrubina en la sangre normalmente se elevan de forma asintomática con atazanavir, pero a veces pueden provocar ictericia. 

## Mecanismo de acción
Atazanavir se une al sitio activo de la proteasa del VIH y evita que esta genere la forma de las proteínas virales en la maquinaria de trabajo del virus.  Si la enzima proteasa del VIH no funciona, el virus no es infeccioso y no se producen viriones maduros. El fármaco azapéptido se diseñó como un análogo del sustrato de la cadena peptídica en el que la proteasa del VIH se escindiría normalmente en proteínas virales activas. Más específicamente, atazanavir es un análogo estructural del estado de transición durante el cual se rompe el enlace entre una fenilalanina y una prolina. Los seres humanos no tienen ninguna enzima que rompa los enlaces entre la fenilalanina y la prolina, por lo que este medicamento no se dirige a las enzimas humanas. 

## Formulaciones
Atazanavir está disponible en cápsulas de 150 mg, 200 mg y 300 mg, y un paquete de polvo oral de 50 mg.  La cápsula de 300 mg debiera reducir la carga de las píldoras, ya que una cápsula de 300 mg puede reemplazar dos cápsulas de 150 mg. 